# أوتيس هيل
أوتيس هيل (بالإنجليزية: Otis Hill)‏ (31 مارس 1974 بوايت بلينس في الولايات المتحدة - ) هو لاعب كرة سلة أمريكي في مركز هجوم قوي الجسم. لعب مع Polonia Warsaw (basketball) ‏.

## وصلات خارجية
- أوتيس هيل على موقع كرة السلة الأوروبية.كوم (الإنجليزية)
- أوتيس هيل على موقع كلية كرة السلة في سبورتس رفرنس.كوم (الإنجليزية)
- أوتيس هيل على موقع ريلجم (الإنجليزية)
- أوتيس هيل على موقع بروبوليرز (الإنجليزية)
- أوتيس هيل على موقع سبورتس رفرنس (الإنجليزية)